# Cercosporella mori
Cercosporella mori är en svampart som beskrevs av Peck. Cercosporella mori ingår i släktet Cercosporella och familjen Mycosphaerellaceae.   Inga underarter finns listade i Catalogue of Life.